# Tabio
Tabio es un municipio colombiano ubicado en el departamento de Cundinamarca. Forma parte de la provincia de Sabana Centro. Se sitúa a 31 kilómetros de Bogotá (desde el Portal 80; y 28 kilómetros desde el Portal Norte). Cuenta con una población de más de 27 000 habitantes en 2015 (proyección). Integra el área metropolitana de Bogotá según el censo oficial del DANE de 2005.
Fue fundado oficialmente el 8 de abril de 1603 por Diego Gómez de Mena sobre una población muisca preexistente.

## Toponimia

### Origen lingüístico[4]
- Familia lingüística: Chibcha
- Lengua: Muysccubun

### Significado
El topónimo «Tabio» deriva del vocablo muisca Teib, que en muysc cubun (idioma muisca) significa «abolladura» o «boquerón», término acorde con su posición geográfica, junto al boquerón del Río Frío o Huitaca. También ha sido interpretado como «El Boquerón de la Labranza”».
Tabio presenta los vocablos ta "labranza, dominio", bio-bi'o-bi "conjunción", "beber", teib "boquerón, grieta, apertura en la tierra de forma alargada y redondeada como una boca", i "yo", o "si", "afirmación", "certeza".

### Origen / Motivación
El término tabio hace referencia a la posición geográfica del municipio, junto al boquerón de Río Frío, rodeado de montañas. En tiempos previos al arribo español fue un centro de recreo del Zipa, referente de poder del territorio muysca.

## Historia

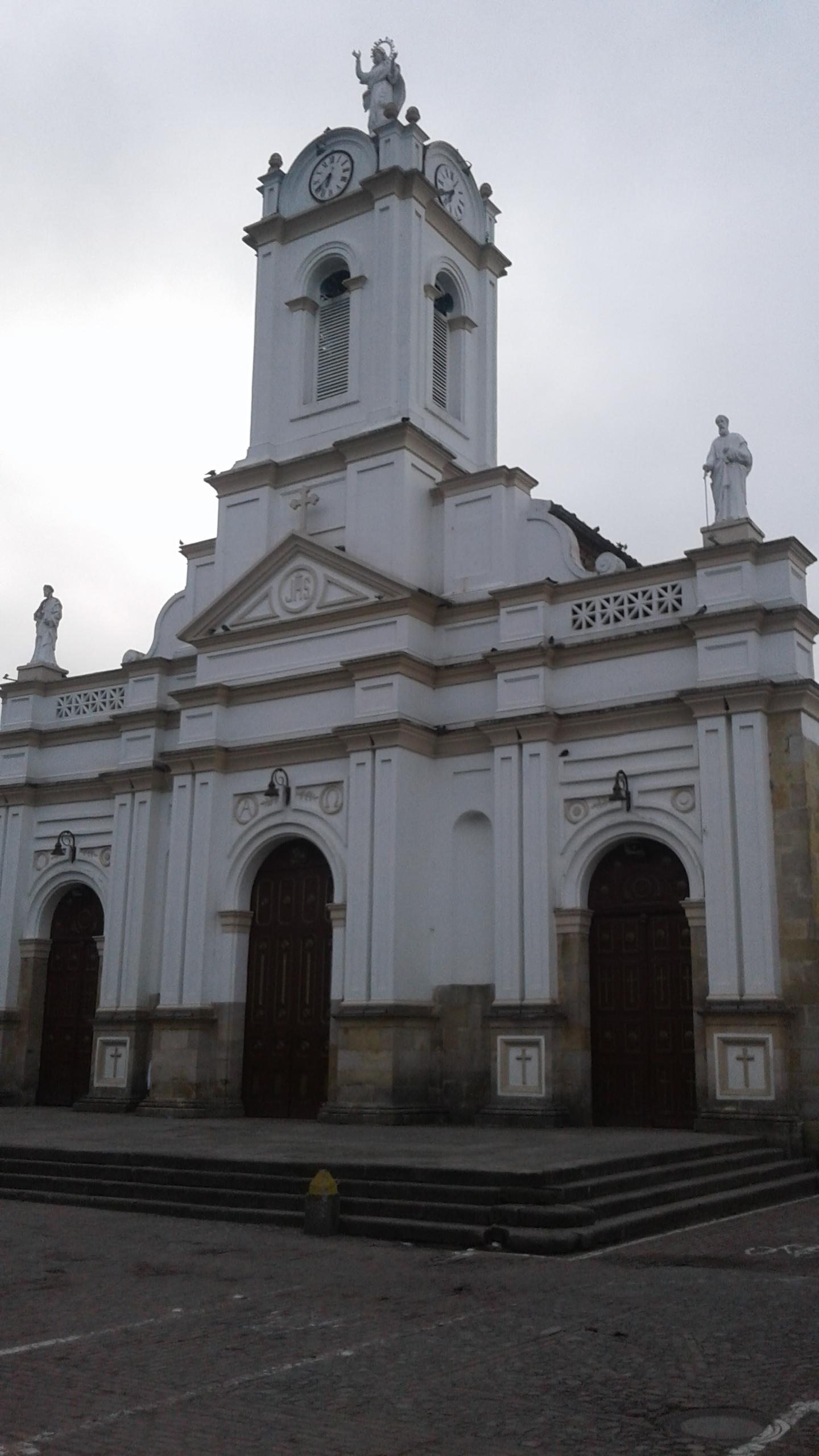
Iglesia parroquial de Tabio.

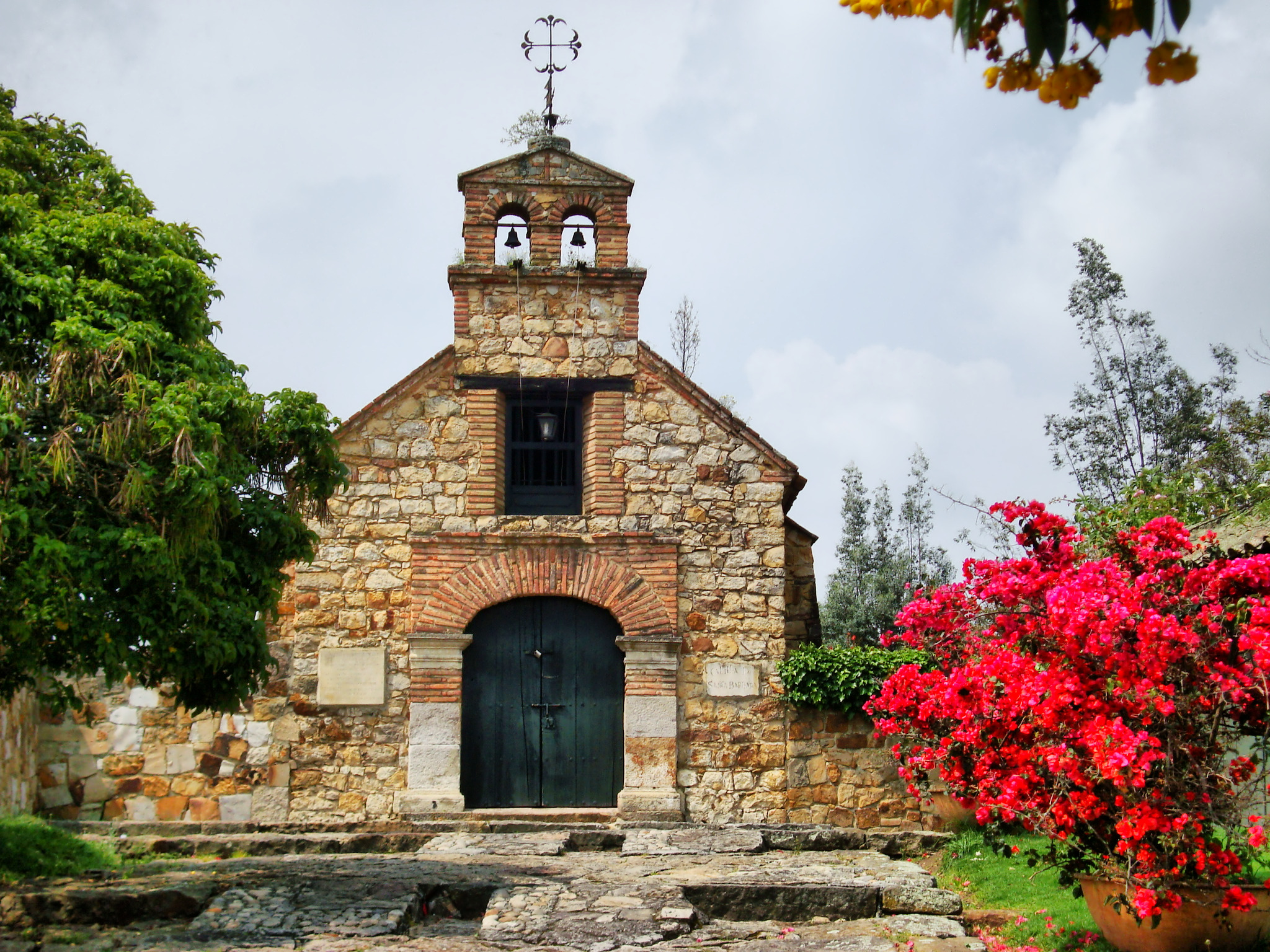
Ermita de Santa Bárbara, que fue Capilla Doctrinera de los muiscas.

La población muisca estaba organizada en cacicazgos y los caciques servían al Zipa, en lo que hoy es parte de Cundinamarca y al Zaque en la actual Boyacá. Bajo los caciques había unidades subordinadas, llamadas capitanías. La región de Tabio era famosa entre los muiscas por sus aguas termales; en dicha fuente poseían un templo natural a donde el Zipa de Muequetá acudía a celebrar las fiestas de la Diosa de las Aguas, llamada Sie. Fray Cristóbal de Torres prohibió las fiestas ancestrales. En octubre de 1593, el oidor Miguel de Ibarra visitó los repartimientos de Tabio, Subachoque y Ginés, adjudicó tierras de resguardo a 558 indígenas y nombró encomendero a Cristóbal Gómez de Silva.
La Real Audiencia de Santafé de Bogotá aprobó el Acta de Fundación de Tabio, elaborada por el visitador Diego Gómez de Mena el 8 de abril de 1603, y su elección como municipio data de 1761. Se nombró ejecutor de la ordenanza a Don Melchor López, quien inició la obra de la iglesia el 19 de diciembre del mismo año. 
La actual iglesia fue terminada en 1904 por el Padre Andrés Avelino Pérez y se denominó Santa Bárbara, consagrada el 28 de diciembre de 1929. La capilla de la Virgen de Lourdes, ubicada al oriente de la serranía de Tiquiza, que separa a Tabio de Chía, en la vereda que lleva su nombre, fue terminada en 1884. En ella se celebra la fiesta patronal el 15 de diciembre, día de Nuestra Señora de Lourdes. La Capilla de Santa Bárbara es una pequeña construcción en piedra que corona una elevación natural, situada al lado del callejón del Zipa y del “Castillo del Conde”, casa de la cual se cuentan numerosas leyendas coloniales. Por su posición se ha convertido en un hito urbano y marca el punto de acceso a las veredas El Salitre y Santa Bárbara, las cuales bordean la estructura colonial de la capilla.

## Geografía
El territorio de Tabio forma un valle plano contorneado por ondulaciones suaves que se recortan por el relieve montañoso de la Cordillera de los Monos, la Cuchilla Canica, la Peña de Juaica, El Cerro, La Costurera y el Monte Pincio. La altitud del casco urbano es de 2569 m s. n. m., y alcanza los 3200 m s. n. m. en el sector de Llano Grande. El municipio tiene una extensión total de 74.5 km², de los cuales, 0.43 km² corresponden al casco urbano y 74.2 km² al área rural. La temperatura media anual es de 14 °C.

### Clima
Debido a su altura, Tabio presenta un clima frío de alta montaña con precipitaciones en agosto y septiembre. La temporada seca es de diciembre a mayo. La temperatura media anual es 13 grados Celsius.

## División Político-Administrativa
Aparte de su Cabecera municipal. Tabio tiene bajo su jurisdicción los siguientes Centros poblados:
- Carrón
- Chicú
- El Bote
- El Pencil
- Termales
- Terpel

### Veredas
Además, el municipio está compuesto con las siguientes veredas:
Centro, El Salitre, Juaica, Lourdes, Paloverde, Río Frío Occidental, Río Frío Oriental, Santa Bárbara.

## Economía

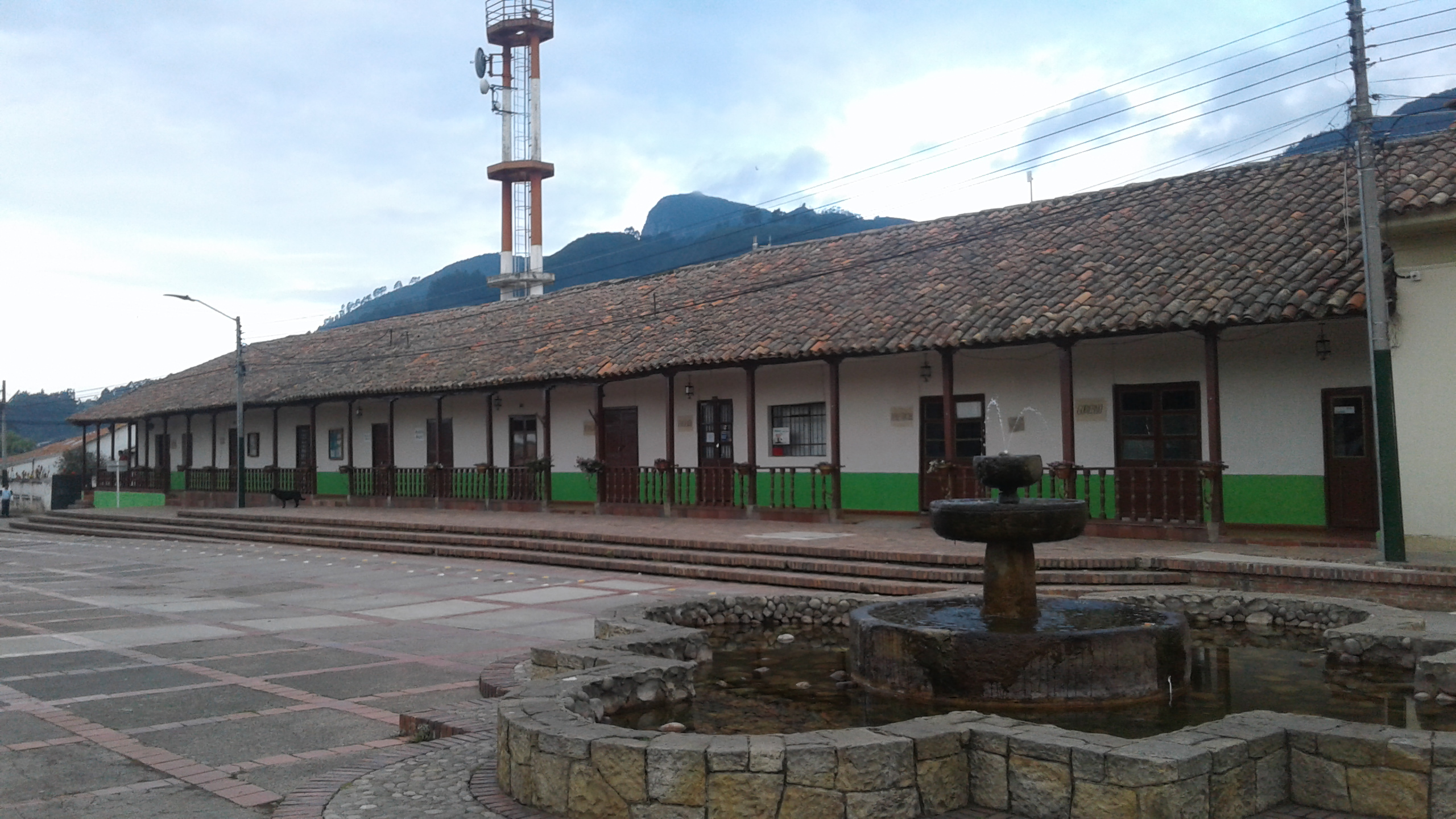
Alcaldía Municipal.

La base de la economía local es el mercado externo, y en parte la agrícola, especialmente en el área de la floricultura; la producción agrícola es casi exclusiva de los cultivos transitorios (papa, maíz, arveja). La estructura económica de Tabio tiene una baja participación industrial y muestra una mayor participación del sector primario, con mediana participación en el sector secundario y terciario.
Una parte importante de la economía de Tabio se encuentra en el sector de turismo, que incluye el sector artesanal, ambiental, y cultural. Tabio cuenta con Aguas Termales, Jardín Botánico y Parques naturales. En 1998 Tabio adquirió el título de Primer Municipio Verde de Colombia.
En el municipio sobresale también la explotación minera a pequeña escala, lo cual ha causado controversia desde el punto de vista ambiental.

## Turismo
El municipio es conocido por sus aguas termales, a las cuales se les atribuyen propiedades terapéuticas. También se le conoce por la realización anual del festival del torbellino, que es una danza tradicional de la región andina colombiana, principalmente de la Cordillera Oriental en los Andes colombianos, además de eso se puede visitar el jardín botánico, la casa de la cultura ubicada en el parque central y las capillas de Santa Bárbara y Lourdes

### Avistamiento de ovnis
El territorio de Tabio es reconocido por el avistamiento de ovnis. "La gente dice que en la peña de Juaica aterrizan ovnis porque Tabio es tan bello que hasta los extraterrestres lo visitan", esta afirmación tiene origen muisca, pues la Peña de Juaica era anteriormente conocida como el Brazo del Diablo, de ella salían luces y se le atribuían poderes sobrenaturales. Las personas que han habitado la zona coinciden en atribuirle características mágicas. Se considera que la Peña de Juaica es una pirámide natural y un portal místico.

### Termales del Zipa

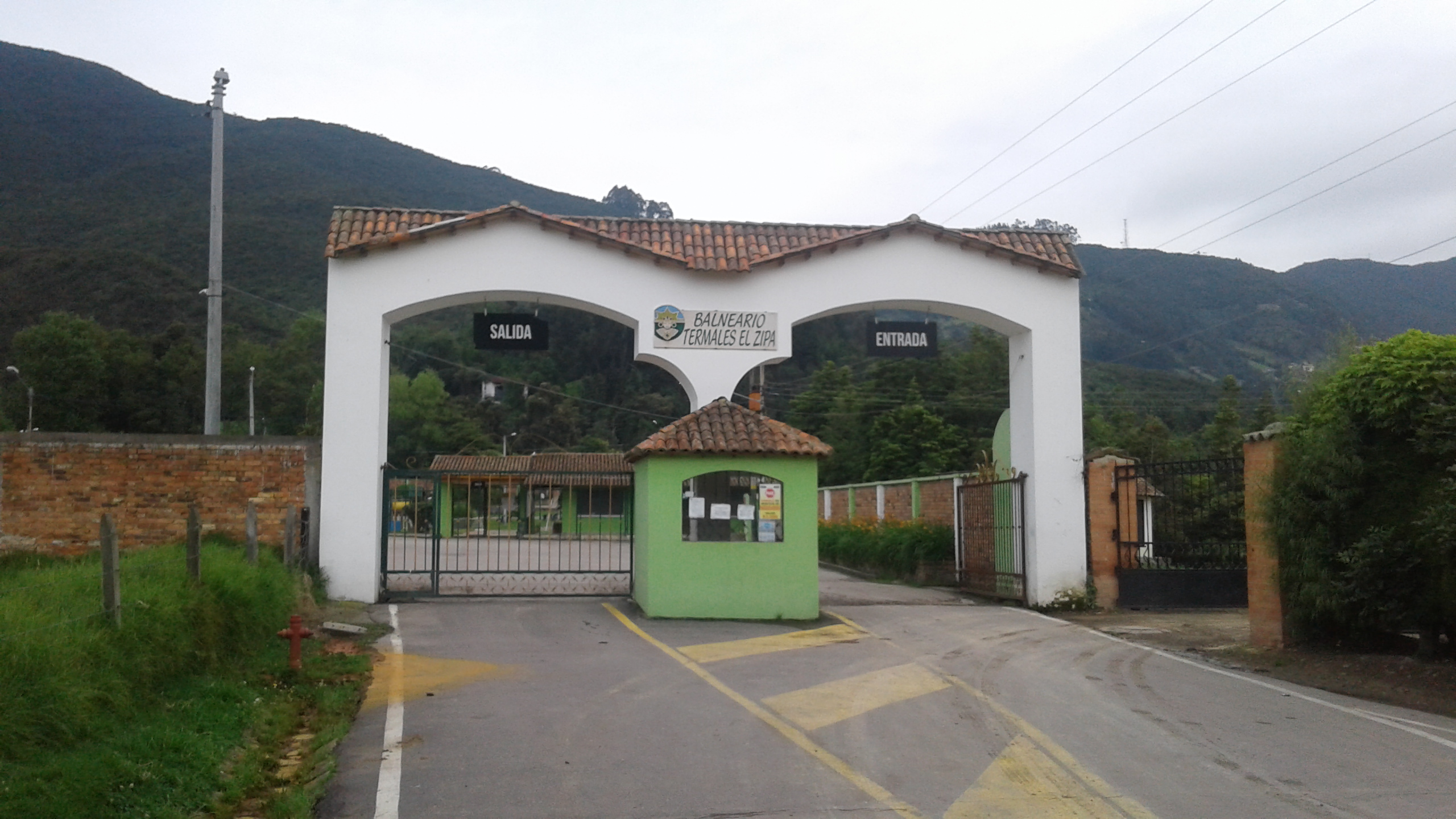
Entrada a las Termales del Zipa.

Es un lugar turístico ubicado en las afueras del municipio, sus aguas cuentan con diversos efectos medicinales. Cuenta con dos piscinas: la piscina turística y la piscina medicinal. Dentro de sus instalaciones también se pueden encontrar dos baños turcos (sauna), cada uno con capacidad para doce personas cada uno, y dos jacuzzis con capacidad para ocho personas cada uno. Posee una amplia zona con baños, vestieres y el "restaurante del Zipa" donde se pueden encontrar platos típicos del municipio.

### Encuentro Nacional del Torbellino y las Danzas Tradicionales
Es un festival que se realiza en el municipio en el primer puente festivo del mes de noviembre en el foro municipal. Se realiza desde el día viernes empezando con un desfile por las calles del municipio encabezado por la Banda Marcial Municipal y las principales instituciones educativas privadas y oficiales. Posteriormente, la Banda Sinfónica Municipal realiza los actos protocolarios y el alcalde municipal rinde unas palabras en homenaje al Torbellino. Este mismo día se realizan muestras culturales por parte de las instituciones educativas del municipio. Los días sábado, domingo y lunes (festivo) se realizan presentaciones de grupos provenientes de distintas zonas del país y un artista invitado cada día en horario estelar (8:00 p. m. aproximadamente).

## Gastronomía

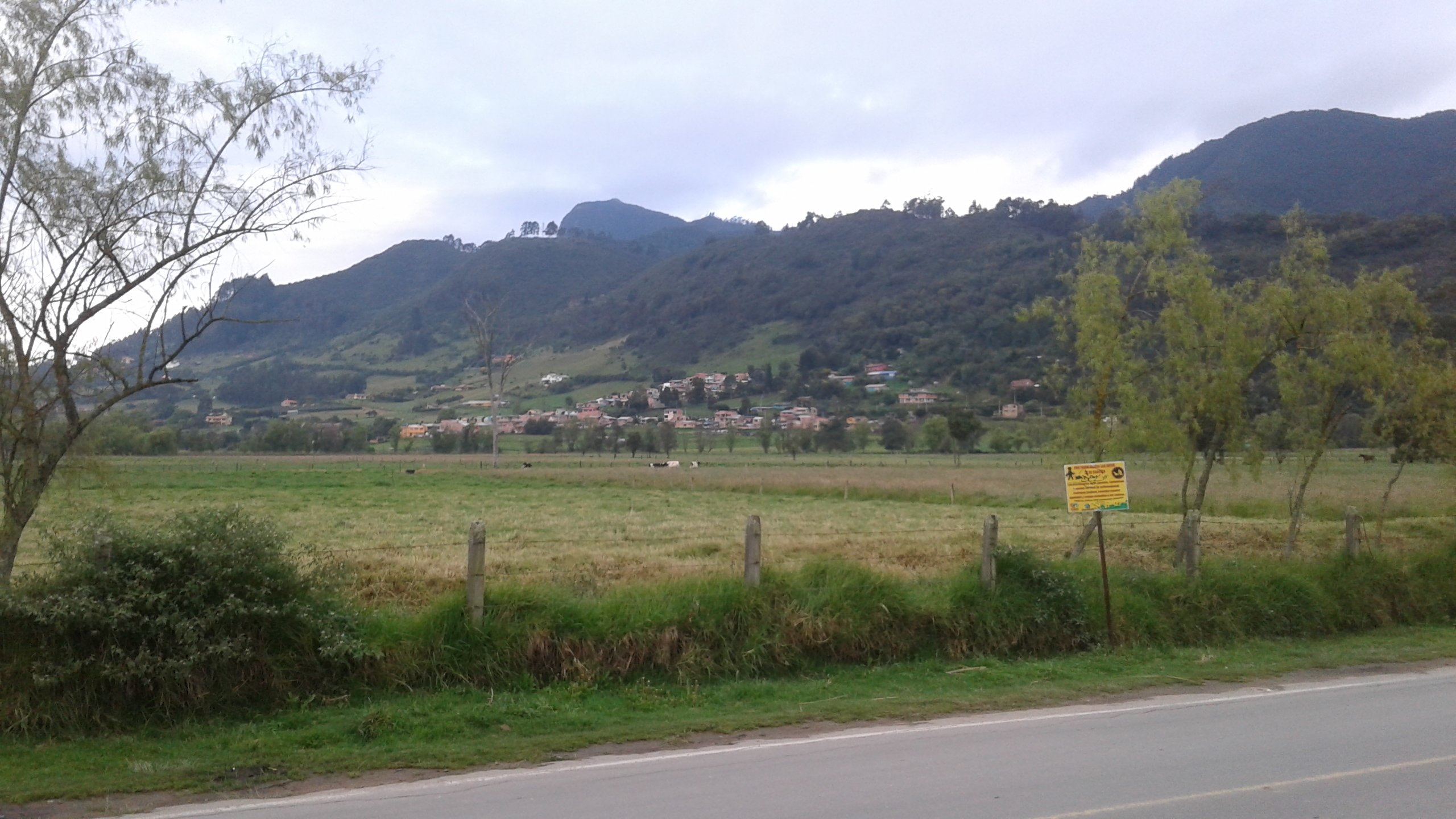
Paisaje rural de Tabio.

Dentro de los platos típicos del municipio se encuentra el tamal de calabaza, un alimento de origen indígena, que reemplaza la masa popular de los tamales colombianos por calabaza (cucurbita o zapallo) picada en cuadros, también se encuentra una gran variedad de postres y comidas típicas colombianas como son la fritanga, la morcilla, el ajiaco, etc.

## Radio y TV
Tabio como otros municipios cuenta con una emisora radial comunitaria llamada "Tabio Estéreo" en la frecuencia local 88.3 FM, el municipio también cuenta con un canal de televisión llamado ASOTV Tabio donde se transmiten los eventos más importantes del municipio.

## Servicios públicos
- Energía Eléctrica: Enel, es la empresa prestadora del servicio de energía eléctrica.
- Gas Natural: Vanti es la empresa distribuidora y comercializadora de gas natural en el municipio.